# Јован Анђелковић
Јован Анђелковић (Београд, (14) 26. јун 1840. — Плзењ, (16) 28. август 1885) био је генерал Војске Кнежевине Србије, стручни писац, професор Војне академије у Београду. У периоду од 1880. до 1882. године био је вршилац дужности начелника Главног Генералштаба Војске Србије.

## Биографија
Рођен је у Београду 26. јуна 1840. Након завршетка четвртог разреда гиманизје, ступио је у Артиљеријску школу 1855. године, коју је као први у рангу треће класе завршио 1860, када је произведен у чин ђенералштабног потпоручника. У чин мајора унапређен је 1873, потпуковника 1876, пуковника 1879. и ђенерала 1885. године.
У својој војној каријери обављао је следеће важније функције:
- ађутант команданта десног крила Одбране 1862. године;
- ађутант кнеза Милана;
- начелник Штаба Јужноморавске војске 1876. године;
- начелник Штаба Дринског корпуса;
- начелник Оперативног одељења Штаба Врховне команде 1877—1878;[2]

Био је и професор и управник Војне академије у Београду.

## Одликовања
Одликован је Орденом таковског крста са мачевима III степена, Орденом таковског крста V степена, Орденом белог орла IV степена, Орденом Данила Првог, Златном медаљом за ревносну службу у ратовима, Споменицом ратова 1876-1878, те румунском Звездом III степена и турском Орденом Меџедије III степена.

## Дела
Објавио је више чланака и књига:
- Босна по Роскијевићу (1876)
- Појмови из ратоводства (1876)
- Тројански рат (1882)
- Белешке из војне историје (из „Ратника“, књ. 7, 8, 11 и 12 из 1882. и 1884. године)[3]